# アレクセイ・リュビモフ
アレクセイ・ボリソヴィチ・リュビモフ（ロシア語: Алексе́й Бори́сович Люби́мов, ラテン文字転写：Alexei Borisovich Lubimov, 1944年9月16日 モスクワ - ）は、ロシアのピアニスト・チェンバリスト。

## 経歴
1944年、モスクワ生まれ。1952～63年には中央音楽学校で学んだ。1963～68年にモスクワ音楽院で学びゲンリフ・ネイガウスとレフ・ナウモフに師事。1960年の「全ロシア若手ピアニストコンクール」の優勝者。その後もいくつかのコンクールで受賞を果たす。
シェーンベルクやシュトックハウゼン、ブーレーズ、リゲティなどの現代音楽の作品のソ連初演を行なった。同時代の西側の音楽に関わったことはソ連当局から厳重な非難を招き、数年間、国外に出ることを妨害された。その間に古楽器への取り組みに専念する。また、モスクワ・バロック四重奏団を結成し、タチアナ・グリンデンコとともにモスクワ室内楽アカデミーを創立している。世界中でリサイタルや主要なオーケストラとの共演に加えて、定期的に（たとえばエイジ・オブ・インライトゥメント管弦楽団などの）古楽器アンサンブルと共演しており、室内楽奏者としても活躍しており、さらにはアンドレアス・シュタイアーやナターリア・グートマン、ペーター・シュライアー、ハインリヒ・シフ、クリスティアン・テツラフ、ギドン・クレーメル、イワン・モニゲッティ、ヴィーラント・クイケンらのパートナーも務めてきた。
フォルテピアノ奏者としてモーツァルトのピアノソナタ全集やショパンのバラード全曲録音を行なった。また現代音楽の専門家としては、とりわけウクライナの作曲家であるヴァレンティン・シルヴェストロフの作品に熱心に取り組んでいる。
2022年4月、ロシアのウクライナ侵攻の最中にシルヴェストロフの作品を含むコンサートを開催。ロシア警察は「爆破予告が出ている」という口実でコンサートを強制的に中止させたが、警察官に取り囲まれる中、演奏中であったシューベルトの『即興曲 変ホ長調 作品90-2』は最後まで弾き続けた。